# УАЗ Хантер
УАЗ Хантер (в українській транскрипції — Гантер) (УАЗ-315195) (рос. УАЗ Хантер, англ. UAZ Hunter) — легковий автомобіль підвищеної прохідності (позашляховик) для експлуатації на дорогах всіх категорій, а також по нерівній місцевості.

## Опис

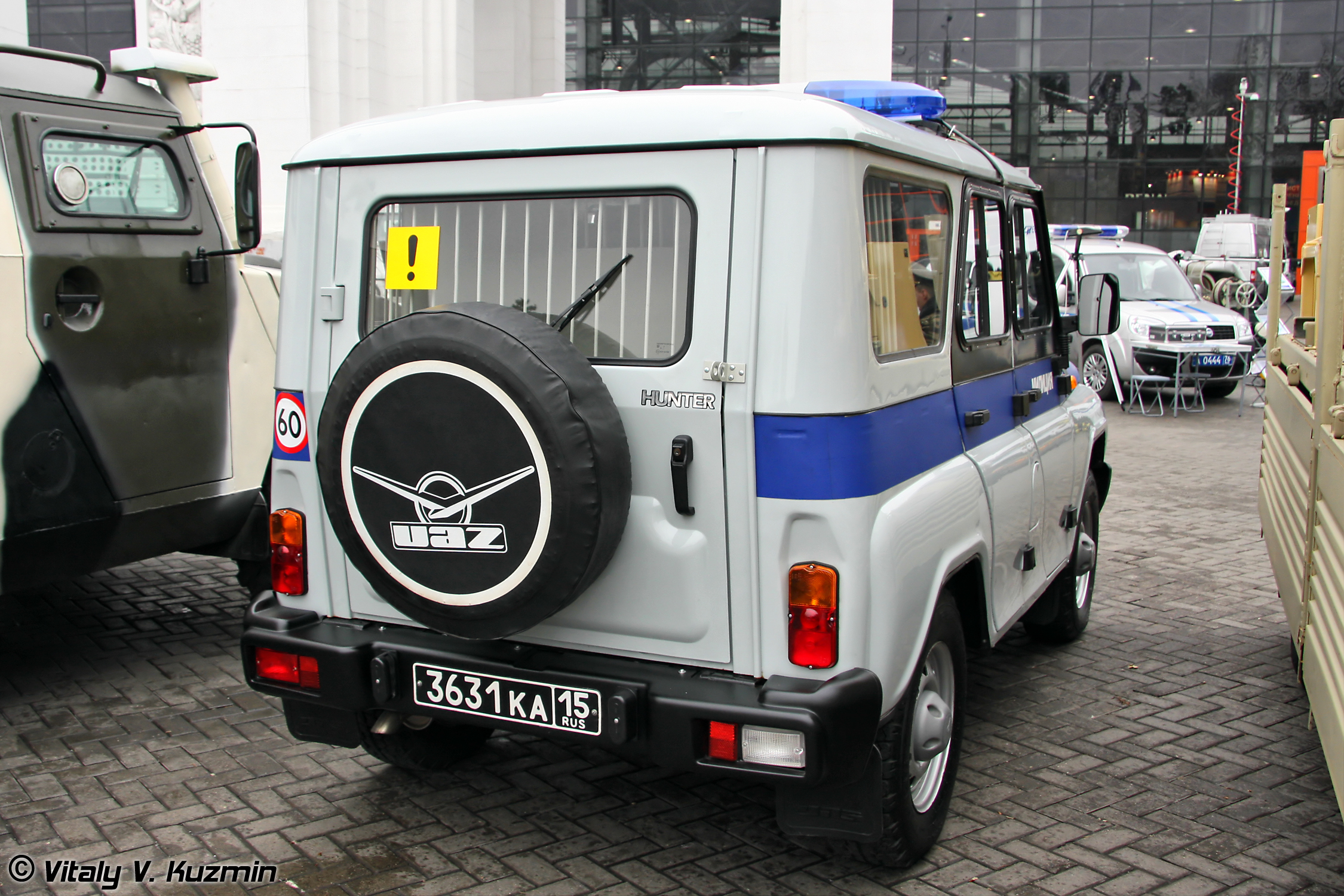

UAZ Hunter являє собою подальший розвиток другого покоління ульяновських позашляховиків УАЗ-469 та УАЗ-3151. У базовій версії автомобіль оснащений закритим п'ятидверним кузовом з металевим верхом, але в сімействі передбачена і версія з кузовом універсал-фаетон зі складаним матер'яним верхом на знімних дугах.
Авто серійно випускає Ульяновський автомобільний завод з 19 листопада 2003 року. До цього в 1985–2007 виробляли модель УАЗ-3151/ УАЗ−31512/ УАЗ−31514/ УАЗ−31519/ УАЗ−3153, а в 1972–1986 — УАЗ-469 і УАЗ−469Б.
Навесні 2014 року керівництво заводу оголосило про зняття автомобіля з виробництва, назвавши його морально застарілим. Однак з лютого 2015 року було вирішено відновити випуск оновленого «Хантера», що відповідає екологічним нормам «Євро-5» і вимогам безпеки.

## Технічні характеристики
- Перемикання на повний привід типу Part-Time
- Роздавальна коробка 2-ступінчаста: I - 1; II - 1,94
- Передні гальма дискові вентильовані, з двома циліндрами, з плаваючою скобою
- Задні гальма барабанного типу, з одним циліндром, з автоматичним регулюванням зазору між накладками і барабаном
- Передня підвіска залежна, пружинна із стабілізатором поперечної стійкості, гідропневматичними амортизаторами телескопічного типу двосторонньої дії, з двома поздовжніми важелями і поперечною тягою
- Задня підвіска залежна, на двох поздовжніх напівеліптичних малолистових ресорах і гідропневматичних амортизаторах телескопічного типу двосторонньої дії
- 225/75R16, 235/70R16, 245/70R16

## Двигуни
| Модифікація | Паливо | Об'єм    | Код двигуна | Привід | Потужність                           | Обертовий момент             | Витрата палива |
| ----------- | ------ | -------- | ----------- | ------ | ------------------------------------ | ---------------------------- | -------------- |
| 2.7 MT      | бензин | 2693 см3 | ЗМЗ-409.10  | повний | 128 к.с. (94,1 кВт) при 4600 об/хв   | 209.7 Нм при 2500 об/хв      | 13.2 л/100 км  |
| 2.7 MT      | бензин | 2693 см3 | ЗМЗ-40906   | повний | 135 к.с. (99 кВт) при 4600 об/хв     | 217 Нм при 2500 об/хв        | 13.2 л/100 км  |
| 2.2 D MT    | дизель | 2235 см3 | ЗМЗ-51432   | повний | 113,5 к.с. (83,5 кВт) при 3500 об/хв | 270 Нм при (1800–2800) об/хв | 10.1 л/100 км  |